# Barega
Barega is een plaats (frazione) in de Italiaanse gemeente Carbonia.
De plaats lag in de provincie Carbonia-Iglesias totdat deze provincie in 2016 opging in de huidige provincie Zuid-Sardinië.